# World Trade Center (Mexico)
 Denne artikel omhandler bygningen i Mexico. Opslagsordet har også en anden betydning, se World Trade Center (flertydig).
World Trade Center Mexico City er et bygningskompleks i Mexico City. Den mest iøjefaldende og kendte af bygningerne er det 207-meter høje tårn Torre WTC, som er Mexico Citys tredje-højeste bygning. Komplekset indeholder blandt andet et konferencecenter, kulturcenter, kino, shoppingcenter, parkeringshus, samt restauranten Belini og baren Sky Bar. Polyforum Cultural Siqueiros er også en del af World Trade Center.
Frem til ombygningen i 1995 var komplekset kendt som Hotel de México. World Trade Center Mexico ligger placeret langs Avenida de los Insurgentes.

## Eksterne links
- World Trade Centers officielle hjemmeside
- Torre WTCs hjemmeside Arkiveret 23. juli 2008 hos  Wayback Machine

| Bygning eller seværdighed | Spire Denne artikel om en bygning, et bygningsværk eller en seværdighed er en spire som bør udbygges. Du er velkommen til at hjælpe Wikipedia ved at udvide den. |

19°23′40.2″N 99°10′27.84″V / 19.394500°N 99.1744000°V